# Scatella amnica
Scatella amnica är en tvåvingeart som först beskrevs av Joaquin A. Tenorio 1980.  Scatella amnica ingår i släktet Scatella och familjen vattenflugor. Inga underarter finns listade i Catalogue of Life.